# 제4회 대구단편영화제
제4회 대구단편영화제는 2003년 10월 17일에 열린 시상식이다.

## 수상 및 후보

### 대상
- 어떤 나들이 - 박수영 수상

### 우수상
- 빗방울 전주곡 - 최헌규 수상

### 특별상
- 맥도날드 소년 - 김미진 수상

### 본선경쟁작
- 달님 울지  마세요 - 왕성익
- zzz - 양승완
- 과부아 상태에 빠지다 - 도내리
- 더 홀 - 곽동엽
- 자기만의 방 - 가연숙, 김종훈
- 꼭두각시 - 양선우
- 동행 - 홍석현
- 생명연습 - 윤용훈
- 원 파인 데이 - 하준원
- 썸바디 - 안종혁
- 기침 - 김현성
- 손님 - 서태수
- 욕망이라는 이름의 남자 - 이공주

### 애플시네마
- 피 - 배청식 수상
- 생의 단편
- 하루살이 - 홍성민
- 밤의 여왕 - 김혜진
- 잠긴 달을 건져라 - 정다미